# Kanton Vienne-Nord
Vienne-Nord is een voormalig kanton van het Franse departement Isère. Het kanton maakte deel uit van het arrondissement Vienne. Het werd opgeheven bij decreet van 18 februari 2014, met uitwerking op 22 maart 2015, en intergraal opgenomen in het dan gevormde kanton Vienne-1.

## Gemeenten
Het kanton Vienne-Nord omvatte de volgende gemeenten:
- Chasse-sur-Rhône
- Chuzelles
- Luzinay
- Pont-Évêque
- Septème
- Serpaize
- Seyssuel
- Vienne (deels, hoofdplaats)
- Villette-de-Vienne